# نمای دید مورچه

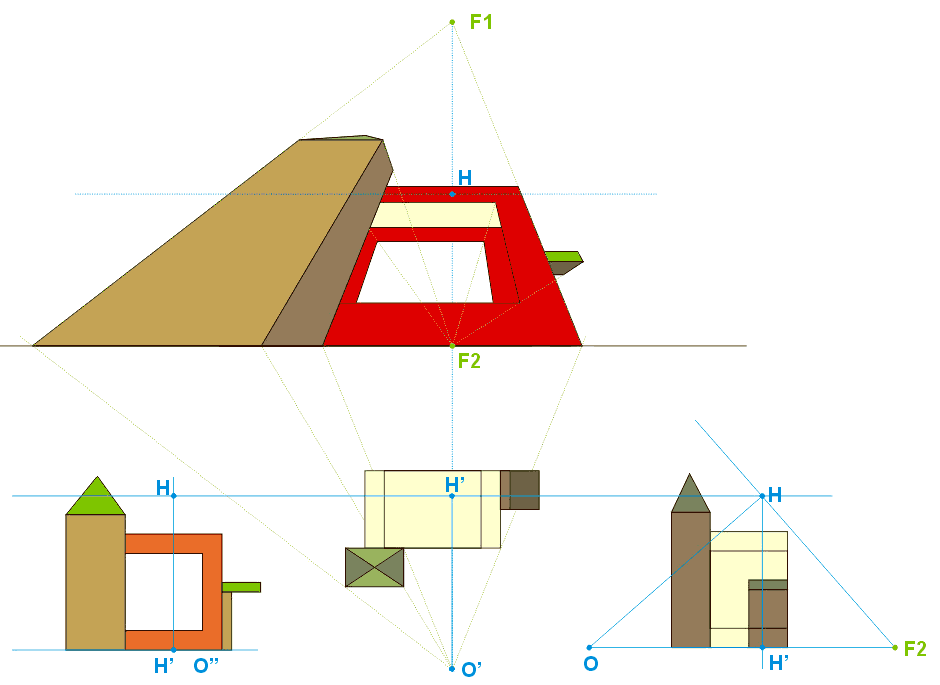
نمای دید مورچه با دو نقطهٔ گریز

نمای دید مورچه (به انگلیسی: Worm's-eye View‎) حالت نگاه کردن از پایین به یک شی، فرد و … است، درست مثل این که ناظر یک مورچه باشد. در واقع برعکس دید پرنده است.
از این نما برای بلند و قدرتمند نشان دادن سوژه یا کوچک و ناتوان بودن ناظر استفاده می‌شود.
دید مورچه معمولاً با استفاده از پرسپکتیو سه نقطه‌ای ترسیم می‌شود که یک نقطهٔ گریز در بالا، یک نقطه در سمت راست و نقطهٔ سوم در سمت چپ است. البته با توجه به ارتفاع سوژه و دقت ترسیم، نقطهٔ بالایی قابل حذف است.